# Respect (film)
Respect è un film del 2021 diretto da Liesl Tommy.
La pellicola narra le vicende della cantautrice Aretha Franklin, dall'infanzia nel coro della chiesa del padre predicatore fino alla celebrità.

## Trama
1952. Aretha Franklin, 10 anni, vive con il padre pastore battista, C. L. Franklin, e le sue sorelle Erma e Carolyn a Detroit, nel Michigan. La morte improvvisa di sua madre Barbara Siggers Franklin e le avance di un amico di famiglia traumatizzano Aretha che, di conseguenza, non è disposta a parlare fino a quando suo padre non la costringe a cantare in chiesa dopo settimane di silenzio.
Aretha, ora adolescente e già madre di due figli (nati da 2 stupri), nel 1959 incontra Ted White, un produttore locale, a una festa a casa di suo padre: i due iniziano una conversazione prima di essere interrotti dal padre di Aretha, che avverte Ted di stare lontano dalla sua famiglia. Più tardi, C.L. regala ad Aretha dei biglietti per New York per un incontro con John Hammond, dirigente della prestigiosa Columbia Records. Dopo che le è stato offerto un contratto, Aretha inizia a cantare brani jazz con la Columbia, tra cui Ac-Cent-Tchu-Ate the Positive. 
Dopo quattro album, Aretha non ha ancora un successo come cantante jazz. Dopo aver cantato un tributo ad un'amica di famiglia di lunga data, Dinah Washington, che inizialmente è arrabbiata per il gesto di Aretha, le viene suggerito di trovare canzoni che la smuovano emotivamente e di smettere di cercare di adattarsi all'immagine raffinata che suo padre vuole che mostri. Aretha si riunisce con Ted White, con il quale inizia una relazione. Frustrata dalla mancanza di successo dopo nove album, Aretha inizia a saltare le sessioni di registrazione per vederlo, mettendo in imbarazzo suo padre. Con grande dispiacere delle sue sorelle e lo sgomento del loro padre, Aretha torna a casa e presenta Ted alla sua famiglia, annunciando il suo desiderio che diventi il suo manager; suo padre acconsente a malincuore, per poi scoppiare a piangere da solo temendo il destino della figlia (conoscendo già il comportamento di White).
Nel 1961, Ted e Aretha si sposano e hanno un figlio, mentre Aretha viene abbandonata dalla Columbia. Ted ottiene un accordo con il produttore discografico veterano Jerry Wexler della Atlantic Records, che la affianca a musicisti affermati in Muscle Shoals, dove Aretha inizia a registrare il suo primo successo, I Never Loved A Man (The Way I Love You). Tuttavia, la sessione di registrazione viene interrotta dopo che Ted litiga con il manager dello studio. Dopo uno scontro fisico con Ted, rivelatosi presto violento e che le provoca un occhio nero, Aretha torna a casa a Detroit e ascolta la sua canzone alla radio, che le dà il potere di assumere un ruolo più pratico nella sua carriera. Una notte, Aretha e Carolyn sono ispirate a ri-arrangiare la storica canzone Respect di Otis Redding, che diventa in poco tempo il suo singolo numero 1.
Prima di un concerto, il dottor Martin Luther King, amico di famiglia di lunga data dei Franklin, onora Aretha con un premio del Southern Christian Leadership Center, proclamando il 16 febbraio "Aretha Franklin Day" a Detroit. Aretha canta un'altra sua hit, (You Make Me Feel Like) A Natural Woman, e crea piani per cantare per un altro evento per i diritti civili a Memphis, sfidando il piano di Ted per lei di incontrare Wexler e altri dirigenti per discutere la prospettiva di un tour. Dopo che il Time ha pubblicato un articolo in cui si descrive l'abuso di Ted nei confronti di Aretha nella hall di un hotel, Ted, arrabbiato, affronta Aretha, che finalmente, resasi forte, tronca i rapporti e lo caccia per sempre via dalla sua vita.
Dopo la rottura del suo matrimonio con Ted, Aretha inizia a frequentare il suo tour manager Ken Cunningham e alla fine ha il suo quarto figlio. Dopo aver appreso dell'assassinio di King nell'aprile 1968, il padre di Aretha, sconvolto, discute ubriaco con lei sulla direzione delle marce pacifiche, esprimendo dubbi sulla pazienza e capacità della generazione più giovane di ottenere guadagni a lungo termine; Aretha non concorda con il padre, il quale le dice che ha smarrito la via del Signore.
Aretha continua a pubblicare successi, ma si trova a lavorare troppo, raddoppiando costantemente le apparizioni e affronta la pressione della sua carriera buttandosi sempre più nell'alcol e nelle droghe anche molto pesanti, come il metadone. I fratelli di Aretha tentano di aiutarla, ma lei dice loro che sono supportati dal suo successo e dai suoi soldi. Durante uno spettacolo, un’ubriaca Aretha cade dal palco e Ken decide di andarsene. La donna continua a trovare conforto nel bere fino a quando non ha una visione della sua defunta madre, che la aiuta a capire la sua vera vocazione, così che decide di tornare sobria, portando Ken a riconciliarsi con lei.
Aretha si convince che deve tornare alle sue radici gospel e si avvicina a Wexler con l'idea di produrre un album gospel. Dubitando della capacità dell'album di vendere, questi tenta di dissuaderla prima di cedere a condizione che lei permetta di filmare la registrazione. Aretha inizia le prove con l'amico di famiglia James Cleveland, ora un rispettato artista gospel. Durante la registrazione, Aretha è felice di vedere che suo padre ha accettato di venire, e si scusa con lei per il dolore che le ha causato quando le diede dell'atea.
Aretha inizia poi a cantare Amazing Grace, omonimo brano tratto dall'album più venduto della sua carriera con oltre due milioni di copie negli Stati Uniti, ottenendo una doppia certificazione di platino.

## Produzione

### Cast
La stessa Aretha Franklin aveva approvato la scelta di Jennifer Hudson per interpretarla nel film biografico, approvazione arrivata prima che la cantante morisse nell'agosto 2018.

### Riprese
Le riprese del film sono iniziate il 2 settembre 2019 ad Atlanta e sono terminate il 15 febbraio 2020.

## Promozione
Il primo trailer del film è stato diffuso a partire dal 28 giugno 2020.

## Distribuzione
La pellicola, inizialmente fissata per una distribuzione limitata al Natale 2020, è stata distribuita nelle sale cinematografiche statunitensi a partire dal 13 agosto 2021, mentre in Italia, inizialmente prevista dal 7 ottobre 2021, viene anticipata al 30 settembre precedente.

## Accoglienza

### Incassi
Il film ha incassato 24,2 milioni di dollari nel Nord America e 8,6 nel resto del mondo, per un totale di 32,8 milioni di dollari in tutto il mondo.

### Critica
Sull'aggregatore Rotten Tomatoes il film riceve il 68% delle recensioni professionali positive con un voto medio di 6,3 su 10 basato su 140 critiche, mentre su Metacritic ottiene un punteggio di 63 su 100 basato su 38 critiche.
Manohla Dargis, critica del New York Times,  ha affermato che il film "trova il suo ritmo", elogiando le performances di Mary J. Blige e Jennifer Hudson, definendo quest'ultima un "piacere solo guardarla entrare in una stanza". Peter Debruge di Variety ha definito il film un "biopic eccessivamente rispettoso che evita di rivelare i traumi che hanno plasmato la leggenda della Franklin, ma offre il piacere di sentire la Hudson reinterpretare le canzoni di Aretha Franklin, dai primi standard jazz che ha interpretato per la Columbia alla sua reinvenzione del singolo di Otis Redding che dà il nome al film".

## Riconoscimenti
- 2022 - Golden Globe[13]
  - Candidatura per la migliore canzone originale a Carole King, Jennifer Hudson e Jamie Hartman per Here I Am (Singing My Way Home)
- 2022 - Grammy Award
  - Candidatura per la miglior raccolta di colonna sonora per i media visivi a Jennifer Hudson
  - Candidatura per la miglior canzone scritta per i media visivi per Here I Am (Singing My Way Home)
- 2022 - MTV Movie & TV Awards'[14]
  - Candidatura per la miglior canzone a Jennifer Hudson per Here I Am (Singing My Way Home)
- 2022 - Satellite Award[15]
  - Candidatura per la migliore attrice in un film commedia o musicale a Jennifer Hudson
  - Candidatura per il miglior film commedia o musicale
  - Candidatura per la miglior canzone originale a Carole King, Jennifer Hudson e Jamie Hartman per Here I Am (Singing My Way Home)
- 2022 - Screen Actors Guild Award[16]
  - Candidatura per la migliore attrice cinematografica a Jennifer Hudosn